# (4296) van Woerkom
(4296) van Woerkom (1935 SA2) – planetoida z grupy pasa głównego asteroid okrążająca Słońce w ciągu 3,37 lat w średniej odległości 2,25 j.a. Odkryta 28 września 1935 roku.